# DKW F10
La DKW F10 è un'autovettura di fascia medio-bassa costruita nel 1950 dalla Casa automobilistica tedesca DKW.

## Storia e profilo

### Genesi e debutto
Si tratta del primo modello della DKW prodotto dopo la fine della Seconda Guerra Mondiale: all'indomani della resa della Germania, i vertici di quel grosso conglomerato industriale che fu l'Auto Union fuggirono da Zwickau per rifugiarsi ad Ingolstadt, in Baviera. Qui si organizzarono per ricostituire la DKW (Audi, Horch e Wanderer non furono considerate) allo scopo di riprendere al più presto l'attività di costruttore automobilistico e motociclistico. Poiché le circostanze imposero la massima riduzione delle spese di progettazione e di sviluppo, si dovette pensare a qualche espediente per poter sfruttare quanto di già pronto si potesse avere a disposizione. Fu quindi stimato che al termine della guerra circa 60 000 vetture DKW furono sopravvissute, in gran parte abbandonate. Una parte di queste vetture abbandonate fu costituita da esemplari di F8 prodotti prima dell'avvento dell'Olocausto. Di queste, alcune centinaia furono danneggiate anche se funzionanti. La rediviva DKW, che nel frattempo aveva anche avviato il progetto relativo alla messa in produzione di un modello direttamente derivato dal prototipo F9, decise di avvalersi di un carrozziere esterno per montare nuove carrozzerie sugli esemplari abbandonati e danneggiati (ma ancora funzionanti) ritrovati fra le macerie di una Germania quasi completamente da ricostruire. In pratica, sarebbe stato introdotto un modello di transizione in attesa della vera novità DKW, rappresentata appunto dalla F89. Nel 1948 tale lavoro fu commissionato alla carrozzeria Baur di Stoccarda, con la quale la DKW, e più in generale l'Auto Union, ebbe rapporti di collaborazione già prima della guerra.
La produzione fu avviata nel gennaio del 1950: le carrozzerie furono realizzate dalla Baur, ma l'assemblaggio finale fu effettuato nel nuovo stabilimento DKW di Ingolstadt.

### Caratteristiche
Per la F10, la cui sigla stette a sottolineare una sorta di continuità con il prototipo F9, la Baur realizzò due varianti di carrozzeria: berlina e cabriolet. Dal punto di vista stilistico, la F10 somigliò parecchio alla F8 d'anteguerra, tranne che nel frontale, i cui proiettori inglobati nella carrozzeria, lo rendevano più affine a quello del prototipo F9. Un'altra differenza con la vecchia F8 stava nella cornice dei finestrini, più arrotondata. In pratica, sono state utilizzate le portiere delle versioni cabriolet anche per le due versioni chiuse. Questo per economizzare ulteriormente sui costi di produzione. Nell'abitacolo, invece, fu adottato il cruscotto della vecchia Sonderklasse.
Anche meccanicamente, la F10 derivò in gran parte dalla F8: ritroviamo quindi anche in questo caso il bicilindrico a due tempi da 684 cm³ con potenza massima di 20 CV a 3600 giri/min (non fu invece riproposto il più piccolo motore da 589 cm³). A seconda della carrozzeria montata, la velocità massima oscillava tra gli 85 ed i 90 km/h. Anche qui non mancarono però delle differenze significative: l'impianto frenante abbandonò la soluzione Perrot-Bendix in favore di un sistema idraulico della Ate. Furono inoltre montati ammortizzatori idraulici telescopici, mentre alcuni elementi del telaio in acciaio derivarono direttamente dal furgoncino Schnellaster.

### Produzione
La produzione della F10 si protrasse solo per sette mesi, dal gennaio all'agosto del 1950: durante tale periodo vennero assemblati 196 esemplari di questo modello, esemplari che per la maggior parte finirono in alcuni mercati esteri e solo una minima parte trovò acquirenti in Germania.

### Scheda tecnica
|                                    | DKW F10                                                        |
| ---------------------------------- | -------------------------------------------------------------- |
| Motore                             | A due tempi con sistema di lavaggio Schnürle                   |
| Posizione                          | Anteriore trasversale                                          |
| Numero e disposizione dei cilindri | Bicilindrico in linea                                          |
| Cilindrata (cm³)                   | 684                                                            |
| Alesaggio x corsa (mm)             | 76 x 76                                                        |
| Alimentazione                      | Carburatore                                                    |
| Rapporto di compressione           | 5,9:1                                                          |
| Potenza massima (CV/giri/min)      | 20/3600                                                        |
| Coppia massima (Nm/giri/min)       | 50/1700                                                        |
| Frizione                           | A bagno d'olio                                                 |
| Trazione                           | Anteriore                                                      |
| Cambio                             | Cambio manuale a 3 marce con dispositivo di ruota libera       |
| Sospensioni ant.                   | A ruote indipendenti con triangoli e balestra trasversale      |
| Sospensioni post.                  | Ad assale rigido con balestra (schema ad assale oscillante)    |
| Impianto frenante                  | A circuito idraulico con quattro tamburi da 230 mm di diametro |
| Pneumatici                         | 5.60x16                                                        |
| Massa in ordine di marcia (kg)     | 830 (berlina), 870 (cabriolet)                                 |
| Serbatoio                          | 32                                                             |
| Velocità massima (km/h)            | 85 (berlina), 90 (cabriolet)                                   |
| Periodo di produzione              | 01/1950-08/1950                                                |
| Esemplari prodotti                 | 196                                                            |